# Sinopoda kamouk
Sinopoda kamouk – gatunek pająka z rodziny spachaczowatych i podrodziny Heteropodinae.

## Taksonomia
Gatunek ten opisany został po raz pierwszy w 2020 roku przez Elenę Grall i Petera Jägera na łamach „Zootaxa”. Jako miejsce typowe wskazano jaskinię Tham Kamouk na północny zachód od Ban Tathot w laotańskiej prowincji Khammouan. Epitet gatunkowy pochodzi od miejsca typowego.

## Morfologia
Jedyny zmierzony okaz jest samicą o ciele długości 12,3 mm przy prosomie długości 6,1 mm i szerokości 4,8 mm. U okazu przechowywanego w alkoholu karapaks jest żółtawobrązowy z rudobrązowo przyciemnionymi częściami przednio-bocznymi, szczękoczułki są rudobrązowe, nogogłaszczki żółtawobrązowe z ciemnobrązowymi nadstopiami, sternum żółte z brązowymi krawędziami, odnóża żółtawobrązowe, natomiast opistosoma (odwłok) z wierzchu i od spodu szara, a po bokach i z tyłu szarawożółta. Oczy pary środkowo-bocznej zredukowane są do pozostałości soczewek, a pozostałych par brak zupełnie. Szczękoczułki mają trzy zęby na krawędzi przedniej i cztery na tylnej. Genitalia samicy mają niemal tak szerokie jak długie pole epigynalne z dwoma długimi pasmami przednimi i dwoma sensillami szczeliniastymi. Kieszonki epigynalne tworzą okrągłą krawędź wokół trójkątnego przedsionka kopulacyjnego. Boczne płaty wulwy są zaokrąglone, zlane, z tyłu z szerokim i głębokim wcięciem pośrodku. Układ kanalików wewnętrznych jest na przedzie prawie tak szeroki jak w tyle.

## Rozprzestrzenienie
Pająk orientalny, endemiczny dla Laosu, znany tylko z lokalizacji typowej na terenie prowincji Khammouan. Odnaleziony został w jaskini wapiennej na wysokości 200 m n.p.m.